# 우주소년 아톰
《우주소년 아톰》은 데즈카 오사무(手塚治虫)가 1952년부터 1968년까지 《쇼넨》(少年)지에 연재한 SF만화이다. 인간과 로봇이 공존하는 21세기의 미래를 무대로 소년 로봇 아톰의 활약상을 그렸다. 원제는 철완 아톰(일본어: 鉄腕アトム 데쓰완 아토무[*])이다. 고단샤에서 23권의 단행본으로 출간하였다. 여러 차례 애니메이션으로 제작되었다.

## 개요
데즈카 오사무는 일본 만화계의 대표적 작가로, "일본의 만화는 오사무 이전과 이후로 나뉜다"는 평을 받은 바 있다. 오사무는 1951년 발표한 〈아톰대사〉(アトム大使)에서 아톰 캐릭터를 선보였고 이 캐릭터를 살려 1952년 《쇼넨》에 철완 아톰을 연재하기 시작하였다.

## 등장인물

### 아톰
- 1982년 판: 텐마 박사가 죽어가는 아들의 부탁으로 만든 인공지능 로봇. 그러나 아톰을 폭파하기 위한 과학청 직원의 장갑차 조작 실수로 장갑차가 도쿄 전체를 헤집고 다니자 총리 몰래 아톰을 완성시켰다는 것이 드러난다. 결국 텐마 박사와 함께 미국으로 가던 도중 아틀라스와 싸우게 되고 에너지가 떨어진 아톰은 패한 후 햄에그에게 팔려나간다.

그러나 아톰을 알아본 오차노미즈 박사에 의해 구출되어 일본으로 돌아간다. 이후 도쿄를 위협하는 악당들과 맞서 싸우게 된다.
- 2003년 판: 고명한 박사가 죽은 아들을 대신하여 만든 로봇. 그러나 고명한 박사에게 작동 정지 당하고 봉인된다. 그러나 유식한 박사가 아톰을 부활시키고, 되살아난 아톰은 도시의 악당과 싸우면서 로봇의 인권 신장을 위해 노력한다.
- 아톰의 능력

1982년 판
- 60개국의 언어 소통 가능(2003년 판과 공통)
- 인간 청력의 1000배(2003년 판과 공통)
- 팔과 발에서 제트 분사(2003년 판과 공통)
- 파워 10만 마력(2003년 판과 공통)
- 엉덩이에서 기관총
- 손가락에서 레이저(2003년 판과 공통)
- 눈에서 서치라이트가 나옴(2003년 판과 공통)

2003년 판
- 눈에서 물체를 분석할 수 있음
- 왼쪽 팔에서 레이저포

### 아롱(우란)
- 아톰의 동생으로 전투능력과 비행능력은 없으나 동물의 말을 알아 들을 수 있고 힘이 5만 마력이다. 아직 세상 물정을 제대로 몰라서 사고를 자주 친다. 파트너는 페어리테일의마도사 하루토 레이.

### 유식한 박사(오차노미즈 박사)
- 1982년 판: 서커스단에 팔린 아톰을 입양하여 일본으로 데려간다. 또한 아톰의 부모도 만들어 주고 아톰을 수리해 주는 등 여러 가지 면에서 도움을 준다.
- 2003년 판: 고명한 박사에 의해 작동 정지된 아톰을 부활시키고 아톰을 입양한다. 아톰의 아버지 같은 역할을 한다.

### 고명한 박사(텐마 박사)
- 1982년 판: 아톰을 만든 제작자.
- 2003년 판: 아톰을 만든 제작자. 그러나 아톰의 힘에 두려움을 느끼고 아톰을 봉인한다. 이후 자신이 연구하던 A.I로봇과 아톰 관련 자료를 말소하고 행방불명됐다. 그러나 유식한 박사가 되살린 아톰의 힘을 보고 로봇은 진화하여 인류를 지배할 것이라 확신하고 아틀라스나 플루토 등 강력한 로봇을 보내 아톰을 진화시킨다. 청기사가 등장하는 25화부터는 아톰이 인간을 공격하여 로봇의 왕이 되기를 바라고 각종 사건을 일으킨다. 이후 47화에서 로보타니아를 찾아와 섀도우에게 자신을 로봇으로 개조할 것을 부탁하며 로봇의 신이 되려고 하지만 섀도우가 거절하자 좌절한다. 48화에서 램프가 쏜 미사일을 맞고 고장난 아톰을 고치기로 유식한 박사와 약속하나, 고명한 박사는 아톰의 기억을 봉인하고 철이의 기억을 이식한다. 하지만 램프의 공격으로 자신이 로봇임을 깨달고 아톰의 기억이 봉인 해제되자 절망한 고명한 박사는 자신의 로봇견을 이끌고 과학청을 습격, 아톰과 대면한다. 그러나 아톰이 자신의 제안에 따르지 않자, 로봇폐기공장을 폭파하고 자살하려고 한다. 하지만 아톰이 구하고 감옥에 수감된다.

### 아틀라스
- 1982년 판: 아톰의 설계도를 훔친 와루프로기스 남작 이 만든 로봇. 세계정복의 야망을 가지고아톰과 8차례에 걸쳐 결투를 벌인다. 이후 침략당하는 지구를 구하기 위해서 외계인과 같이 소멸된다.
- 2003년 판: 청해(도쿠가와) 그룹 사장의 아들. 화가가 되고 싶어한 자신의 꿈을 박살낸 아버지에 대한 원망이 깊다. 아톰을 능가하는 공격력과 방어력을 지녔으며 나중에는 특수칩에 의해 조종당하기도 하고 로보타니아에서 활약하기도 한다.

### 플루토
- 1982년 판: 술탄이 만든 지상 최강의 로봇,세상에서 가장 강한 7대의 로봇(엡실론, 몽블랑, 노스 2호, 게지하트, 헤라클레스, 브란도, 아톰) 중 6대를 파괴하나 아톰에게 밀리고 200만 마력의 보라에게 참패를당한다.
- 2003년 판: 고명한 박사가 만든 로봇, 지상에서 강한 4대의 로봇(델타, 엡실론, 헤라클레스, 아톰)중 3대를 파괴한다. 초반에 아톰을 압도하였으나 아톰에게 패하고 다크 플루토에 의해 화구 속으로 빠졌다가 다시 올라와서 다크플루토를 잡고 다시 용암 속으로 빠져 최후를 맞이하는 듯했으나 섀도우에 의해 되살아나 로보타니아에서 인간들과 싸운다.

### 청기사
- 고명한 박사를 본뜬 로봇 과학자 섀도우가 만든 로봇, 원래는 로봇 수리용 로봇 부르봉이었으나 격투 로봇을 데리고 탈출을 시도할 때 햄에그에 발각되어 우주에 버려지고 섀도우에 의해 발견, 기억이 봉인되고 청기사로 다시 태어난다. 로봇의 자유를 얻는 것을 목표로 하고 있으며, 이를 위해서 방해가 되는 인간, 로봇을 학대하는 인간, 그리고 아톰까지 해친다. 로보타니아를 건설하고 인간과 전쟁을 벌였으나 아톰의 호소로 지구를 버리고 새로운 행성을 향해 떠났다.

### 햄에그
- 1982년 판: 에너지가 빠진 아톰을 서커스단에 데려가 학대한다. 아톰을 버리려고 하지만 아톰이 전기 프랑크를 성공하자 아톰에게 눈독을 들이고 유식한 박사의 아톰 입양을 반대하나 캐시가 가짜 아톰을 부순 것에 속아 아톰 노예 계약을 파기한다.
- 2003년 판: 어둠의 로봇 크래쉬를 지휘하는 남자. 17화에 처음 등장한다. 플루토와 자신의 격투로봇을 대결시켜 큰 돈을 벌려고 했으나 플루토가 10초만에 격투로봇을 모조리 박살내서 실패한다. 거기에다가 플루토의 돌진으로 자신의 우주선이 모두 박살나고 자신도 죽을 뻔 한다. 32화에서 다시 등장. 화성에서 어둠의 로봇 크래쉬를 지휘하고 있다. 아톰과 청기사VS자신의 격투로봇으로 돈을 벌려고 했으나 아톰의 손에 로봇 조종장치가 박살나고 분노한 청기사가 자신의 비상탈출셔틀을 두 동강 내버려 추락하나 아톰이 구해준 후 경찰에게 넘겨진다.

### 램프 의원(남)
- 1982년: 로봇 노예화를 주장하는 남자. 부하인 킬러 로봇 제우스를 이용하여 고위급 로봇들을 부수고 다니다가 체포된다.
- 2003년: 연방의회의 대표적인 반로봇 의원. 스폰서로부터 자금을 받고 TV에 출연하거나 과학청 앞에서 시위, 각종 흉계로 세상의 반로봇 감정을 부채질한다. 46화에서 연방의회의 실력자 레드 장군의 딸 애나가 혼수상태에 빠지면서 이를 기회로 레드 장군을 이용하여 세상의 반로봇 감정을 극한까지 끌어올린다. 하지만 그의 집에 수배중인 니트로 박사가 있다는 사실이 수세미 경감에게 발각되고, 의원직 상실+니트로 박사의 체포로 인해 권력을 잃게 된다. 48화에서 대형 미사일을 발사해서 로보타니아를 떨어뜨리려고 했지만 아톰이 저지한다. 그러나 미사일의 폭발로 아톰이 혼수상태에 빠지면서 환호한다. 하지만 스폰서들이 일제히 자금 지원을 거부하고, 절망한 그는 마운트 아머를 이용해 고명한 박사의 집을 파괴하지만 아톰에게 저지당하고 수세미 경감에게 체포된다.
- 과거: 42화의 독백에서 그의 과거가 밝혀진다. 원래는 로봇 메이커 사의 신임 사장으로, 낙하산 인사로 인해 사내에 입지가 좁은 인물이었다. 그러던 도중 로봇 박람회에 신형 로봇을 발표하러 가게 되고, 중간에 폭풍우를 만나 비행기가 추락하고 만다. 아포이나 산에 추락한 그는 비행기에 실려 있었던 신형 로봇과 같이 지내게 되고, 점차 그를 친구로 인식하며 '프렌드'라는 이름을 붙여 준다. 그러나 아포이나 산이 분화 할 때 구조대가 그를 발견하게 되고, 램프는 '프렌드'는 두고 가면 안 된다고 했으나 구조대가 강제로 비행기에 태우고 탈출한다. 탈출할 때 램프는 산 위에서 자신을 보는 '프렌드'를 보았고, 나중에 신형 로봇이 대량생산 된 것을 보고는 죄책감에 시달리며 신형 로봇을 모조리 폐기한 후 반로봇주의자로 거듭나게 된다.

### 스컹크
- 1982년 판: 아틀라스를 만든 장본인 2.(아톰의 설계도를 찍어 와루프로기스 남작에게 전해 줬다.) 이후 아틀라스에게 도둑질을 교육시키다가 아틀라스가 폭주하자 도주했다. 이후 조직의 보스가 되어 도둑질을 하다가 개조된 아틀라스를 만나고, 아틀라스에 의해 죽을 위기를 넘긴다. 이후 프랑켄을 이용하여 거액을 훔치고 국회의원 후보에게 접근하여 돈을 뜯어내는 등 악행을 일삼는다.
- 2003년 판: 4화에 처음 등장. 투명로봇인 시엘을 이용하여 보석상에서 보석을 훔쳐오게 한다. 그러나 시엘이 솔로몬의 왕관을 훔쳐오자 시엘을 버린다. 12화에서 거액을 훔치다 경찰에게 체포된다. 그러나 그의 부하들이 구형로봇 점보를 되살려 크로이첼 형무소를 습격, 스컹크를 탈옥시키는데 성공한다. 15화에서는 연방의원에게 접근하여 A.I로봇을 말살하는 로봇 사카보트를 만들어 로봇들의 인공지능을 약탈, 고가에 되판다. 그러나 사카보트의 오작동으로 자신 역시 사카보트에 흡수당한다. 아톰이 구해준 이후 16화에서 사냥꾼로봇 레드를 만들어 로봇의 인공지능을 탈취, 무기로 개조해서 판다. 아이스크림 공장에서 아톰과 아스, 레드까지 다 날려버리려고 했지만 실패한다. 나중에는 자기로봇인 가뎀으로 금괴를 훔치려하지만 수염영감에게 붙잡힌다.

### 엡실론
- 1982년 판: 고아원에서 아이를 돌보는 로봇, 빛에너지로 상대방을 공격하나 흐린 날에 플루토와 싸워 졌다.
- 2003년 판: 로봇 환경관측원이다. 플루토와 싸웠으나 해저화산지대에서 광자포를 쏘지 못해 플루토에게 졌다. 나중에 아포이나 산 분화 사건에서 활약하고 로보타니아 사건에서 애나와 함께 남극으로 간다.

### 델타
- 로봇경찰이다. 부하로봇 4대와 함께 '아스'에 소속되어 있으며 로봇사냥꾼을 잡는 등 큰 공을 세웠다. 플루토와 결전을 벌여 이길 뻔 했으나 플루토에게 자신의 위치가 들켜 기관포 맞고 쓰러졌다.

### 수염영감(반 슌사쿠)
- 1982년 판: 아톰의 반 선생님으로 무술도 할 줄 안다. 아톰의 조력자 역할을 한다.
- 2003년 판: 탐정으로 유식한 박사의 비서인 서연의 숙부이다. 주로 실종된 동물을 찾는 일을 한다.

### 섀도우
- 고명한 박사가 자신의 모든 지식을 삽입해 만든 로봇. 고명한 박사와 마찬가지로 아톰을 진화시키기 위해 노력한다. 그리고 그 과정에서 청기사를 만들고 자유로봇들의 은신처인 강철섬을 만들어 주며, 나중에는 로보타니아를 건국하여 인간들과 대결한다. 그러나 아톰의 연설로 청기사의 계획이 실패하자, 섀도우는 로보타니아를 발사하여 새로운 유토피아를 찾아 떠난다.

### 수세미 경감(타와시 경부)
- 1982년 판: 동경의 경찰. 로봇에 그다지 호의적이지 않다.
- 2003년 판: 메트로 시티의 경찰. 로봇에 그다지 호의적이지 않지만 때때로 아톰에게 의지한다.

### 프러더(카타리)
- 반로봇 단체의 리더, 메트로 시티에서 로봇을 몰아내기 위해 사력을 다한다. 다른 반로봇 단체와 다른 점은 다른 반로봇 단체는 A.I.로봇을 반대하지만 프러더는 로봇 자체를 반대한다.

### 니트로 박사(폭탄마 카토)
- 반A.I.로봇주의자, 과학청 시절 살상무기를 개발한 것이 들통나 유식한 박사에 의해 해임됐다. 이에 앙심을 품고 유식한 박사를 암살하려고 했으나 실패하고 램프의 집으로 도망간다. 이후 램프와 함께 반로봇 감정을 부채질하려고 했으나 자신의 위치가 들통나 수세미 경감에게 체포된다. 파괴이야말로 예술이라는 신념(?)을 가지고 있으며 이 파괴를 위해 폭탄을 많이 사용한다.

### 로봇견
- 고명한 박사가 만든 개로봇, 고명한 박사의 명령을 충실히 따른다.

### 서연(유코)
- 유식한 박사의 비서, 매우 깐깐하다. 그녀의 아버지는 메르키아데스(플라즈마 웨이브 망원경)으로 외계 생명체를 조사하다가 눈사태로 사망했다.

### 할리(하레)
- 로봇볼 선수다. 전 세계 최고의 사령탑이나 아톰과 플루토에게 처절하게 패했다.

## 실사판
1959년 3월 7일부터 1960년 5월 28일까지 마이니치 방송(舊 NET 계열)에서 제작·방송된 드라마이다.

## 애니메이션
1957년에는 KRTV(현 TBS)에서 '모험만화인형극 철완 아톰'을 방영하였고 실사판은 1959년부터 1960년까지 마이니치 방송 제작, 후지 TV 계열로 방영하였지만 1963년부터 1966년까지 후지 TV에서 일본 최초의 TV 애니메이션 시리즈로 방영되었다. 흑백 화면으로 총 193화가 제작되어 평균 30% 이상의 높은 시청률을 기록하는 성공을 거두었다. 이후 1980년부터 1981년까지 컬러로 총 52화가 제작되면서 니혼 TV에서 방영하였고, 2003년부터 2004년까지 일본에서는 후지 TV, 한국에서는 SBS에서 1995년 2월 27일부터 1995년 6월 7일까지 총 50화로 방영했고, 이후 2003년 11월 19일부터 2004년 6월 9일까지 재방영되었다. 
일본과 한국에서 인기리에 방영되며 높은 시청률을 과시했다. 또한 2010년 1월에는 아스트로 보이: 아톰의 귀환이 헐리우드에서 3D 애니메이션으로 제작되었다.

### 애니메이션 (1980년)
1980년대 TV 시리즈로 제작된 내용과 관련성은 확신할 수 없으나, 일본 국내 영화 방송이었던 "수요 로드쇼"에서 극장판의 형식으로 방영된 적이 있었다.
아톰에서 보기 드문 과거로의 시간 여행을 주제로한 내용이었으며 배경은 하와이.
영화의 마지막 장면은 일행이 과거로 갔을 때 유적에 직접 새겨둔 문양을 현대에 돌아와 다시 확인하고, 유식한 박사의 시간 여행이 사실임을 확인하며 웃는 장면이 인상적이었다.

### 애니메이션 (2003년)
2003년 4월 6일부터 2004년 3월 28일까지 후지 TV에서 제작·방송된 애니메이션이다. 대한민국에서는 SBS를 통해 2003년 11월 19일부터 2004년 6월 9일까지 방영되었다.

#### 세계관

##### 메트로 시티
- 아톰이 살고 있는 도시, 허구한 날 괴물로봇, 악당의 공격을 받는다. 그러나 도시는 의외로 멀쩡하다(?). 연방정부에 속해있는 자치권이 있는 도시이며, 아마도 연방의 중심도시인걸로 추측된다.(실제로 연방의회도 메트로 시티에서 열린다.)지금까지 나온 도시들 중에 가장 최신식인 도시. 위치는 해안 도시이며 중심부는 고층빌딩이 많지만 교외로 갈수록 건물이 낮아지며 중간중간에 고가도로가 있다. 교외에는 G-O-OM(메트로 시티 발전로봇)과 우주공항이 있고, 근처의 작은 섬에는 크로이첼 형무소가 있다. 도시 중심에 과학청이 있다. 20년전 로봇혁명이 진행되면서 반로봇 감정이 일고 있는 도시이다. 경찰은 상당히 무능(?)하다.

##### 연방정부
- 메트로 시티를 포함하여 여러 국가들이 모여 만든 정부, 아직까지 메트로 시티 외의 가입국은 알려지지 않았다. 알려진 기관으로는 연방의회와 연방의 정규군인 율리시스가 있다.

###### 연방정부 인물
- 램프 의원
- 유식한 박사
- 레드 장군(율리시스 지휘관)
- 리온 연방의회 의장

##### 마유라
- 낙후된 왕국이었지만 로봇을 받아들인 후로 빠른 속도로 발전하고 있는 나라. 메트로 시티와 다르게 동양적이다.

##### 화성
- 20년 전과 달리 테라포밍이 상당히 진행됐으나 그에 따라 범죄율도 급상승, 로봇 밀매장이 되고 말았다. 미국 서부를 많이 닮았다. 플루토에게 진 후 햄에그가 활동중인 곳이다. 아직 완벽하게 테라포밍이 되지 않아 화성 거주민은 외출할 때 산소가 나오는 막이 쳐지는 모자를 따로 써야 한다.

##### 로보타니아
- 청기사가 해체처분하러 가는 로봇들을 탈취하여 남극에 세운 나라. 국토는 중앙의 성과 그 주변 영토이다. 로보타니아의 건국을 용납 못한 연방의회의 결정으로 율리시스가 로보타니아를 치러 가나, 로보타니아의 반격으로 인해 기갑 사단과 공중 편대가 전멸한다. 이에 격분한 레드 장군이 로보타니아에 셔틀라이트 빔포를 조준하나 아톰과 청기사의 공격으로 빔이 빗나가 실패한다. 그러자 레드 장군이 본대의 전력으로 로보타니아를 섬멸하기로 결심하나 유식한 박사와 아톰의 중재로 마지막 대화를 시작한다. 아톰의 연설에 자신이 따르던 로봇이 이탈하자 로보타니아는 남은 로봇들을 데리고 우주로 날아간다.

### 로봇 아톰 (2014년)
데즈카 프로덕션 및 요미우리 TV 방송에서 나이지리아의 방송국 Channels TV와 제휴해 제작한 애니메이션이며, 총 8부작으로 이루어져 있다. 일본 내에서는 방영되지 않았다.

### GO! GO! 아톰 (2019년)
2019년 10월 3일부터 2020년 10월 1일까지 TV 도쿄 계열에서 방송되었던 애니메이션이다. 그 후로 대한민국에서도 VOD보기 가능하며, 2021년 7월부터 재능TV에서 고 아스트로보이 고!란 타이틀로 방영 중이다.

## 영화
2010년 1월 13일 개봉된 아스트로 보이: 아톰의 귀환.

### 출연진
- 아톰 (성우: 유승호)
- 덴마 박사 (성우: 조민기)
- 고라 (성우: 남지현)
- 스톤총리 (성우: 유세윤)

### 제작진
- 감독: 데이빗 보워스
- 원작: 데즈카 오사무

### 줄거리
가까운 미래, 심각한 환경오염으로 인해 사람들은 큰 산을 떼어내어 구름의 윗부분으로 올려버린다. 이렇게 탄생한 메트로시티는 로봇과함께 번성한다. 메트로 시티의 로봇문명을 탄생시킨 텐마 박사는 정부의 압력으로 전투로봇인 '피스키퍼'를 만들게 되고, 이것을 보고 싶어한 텐마 박사의 아들 '토비'는 실험을 보다가 호기심에 실험현장에 너무 가까이 가서 폭주한 '피스키퍼'에 흡수당해 죽는다. 아들을 지키지 못했다는 죄책감에 시달린 텐마 박사는 아들과 똑같은 로봇을 만들게 되고, '토비'의 DNA와 블루 코어를 넣어 로봇을 탄생시킨다. 그러나 로봇이 '토비'와 다르다는 것을 깨달은 텐마 박사는 로봇을 버린다. 가출한 로봇은 블루 코어 에너지를 노린 '스톤 총리'의 추격 때문에 '서페이스'로 떨어지게 되고, 그곳에서 아이들의 대부인 헴에그와 코라를 만나게 된다. 코라 일행과 함께 살던 '아스트로' 로봇 혁명단을 만나고, 토목공사용 로봇인 '조그'를 되살리게 된다. 그러나 '조그'를 끌고오는 과정에서 아스트로가 로봇임을 안 '헴에그'는 로봇 격투장에서 아스트로를 계략에 빠뜨린 후 격투대회에 참가시킨다. 그러나 '아스트로'는 나오는 로봇을 족족 부숴버리고, 화가 난 '헴에그'는 '아스트로'를 공격한다. 그 순간 하늘에서 메트로 시티 전함이 나와 아스트로를 끌고 간다. 다시 '텐마 박사'와 대면한 아스토로는 블루 코어가 빠져 작동 정지 되고, 블루 코어는 '스톤 총리'의 손으로 들어간다. 그러나 총리가 '아스트로'를 장난감이라고 한 것에 대해 화가 난 '텐마 박사'는 블루 코어를 빼돌려 '아스트로'를 부활시킨다. 부활한 아스트로는 과학청을 탈출하고, 분노한 스톤 총리는 레드코어를 '피스키퍼'에 장착, '아스트로'를 잡고 블루 코어를 되찾아 오게 한다. 그러나 폭주한 '피스키퍼'는 오히려 '스톤 총리'를 흡수하고, 도시를 공격한다. 한편 도시를 탈출한 '아스트로'는'피스키퍼'가 도시를 파괴하는 것을 목격하게 되고, 유리 청소 로봇의 만류에도 불구하고 도시로 돌아가 '피스키퍼'와 격전을 벌이게 된다. 한편 '서페이스'에서는 아이들이 헴에그를 붙잡아 에어카를 탈취하고 메트로 시티로 향한 후 위기에 빠진 '아스트로'를 구하지만 쫓아온 '피스키퍼'가 발전소를 파괴해 메트로 시티가 추락할 위기에 놓인다. '아스트로'는 코라의 만류에도 불구하고 메트로 시티를 위기에서 구한 후 다시 '피스키퍼'와 대결하지만 '피스키퍼'의 로봇팔에 잡히고 중심부로 끌려들어간다. 하지만 블루 코어와 레드 코어의 충돌로 둘은 튕겨진다. 이후 텐마 박사한테서 레드 코어와 블루 코어가 충돌하면 사라진다는 것을 알아낸 아스트로는 '피스키퍼'의 중심부로 돌진하여 동반자살한다. 이후 살아난 스톤 총리는 경찰에 체포되고 아스트로는 에너지를 '조그'한테서 받아 다시 부활한다. 그러나 이때 외계인이(?) 메트로 시티를 공격하고 아스트로는 '외계인'에게 펀치를 날린다.

## 같이 보기
- 철인 28호
- 뮤지오

## 참고 문헌 및 링크
- 국내공식 에이전시 (주)지앤지엔터테인먼트 02-2108-7066 / yungpali@naver.com
- 사이토 지로 지음, 손상익 옮김, 《아톰의 철학》 - 테즈카 오사무의 만화세계, 개마고원, 1996
- (리뷰) <플루토>, '우라사와 나오키X데즈카 오사무' 그 장대한 출발 - 오마이뉴스, 2006.11.27.
- (일본어) astroboy.jp
- (일본어) TezukaOsamu＠World 보관됨 2003-12-30 - 웨이백 머신
- 베스트 애니메 1 2[깨진 링크(과거 내용 찾기)]
- (영어) Astro Boy (만화) - 애니메 뉴스 네트워크
- (영어) 우주소년 아톰 - 인터넷 영화 데이터베이스
- Read first chapter online